# Toby Stafford
John Tobias "Toby" Stafford, appelé aussi J. T. Stafford, né le 2 juin 1951 à Oxford, est un mathématicien britannique, spécialiste d'algèbre. Il est professeur à l'université de Manchester.
Stafford étudie à l'université de Cambridge, où il obtient une licence en 1972 et une maîtrise en 1976, puis il soutient sa thèse de doctorat à l'université de Leeds en 1976 sous la direction de James Christopher Robson avec un mémoire intitulé Stable Structure of Noncommutative Noetherian Rings. De 1976 à 1989, il est NATO Research Fellow à l'université de Brandeis puis, de 1978 à 1982, il devient Research Fellow au Gaius and Gonville College de Cambridge. En 1982, il est recruté comme Lecturer, promu Reader en 1985 et professeur à l'université de Leeds en 1988, puis professeur à l'université du Michigan à Ann Arbor en 1989. De 2007 à sa retraite, il est professeur à l'université de Manchester.
Stafford est spécialiste de géométrie algébrique non commutative (en). Avec Michael Artin, Stafford classe certaines courbes projectives non commutatives, c'est-à-dire des anneaux gradués non commutatifs ayant une croissance quadratique (une dimension de Gelfand-Kirillov (en) égale à deux). La classification des surfaces non commutatives (anneaux gradués non commutatifs ayant croissance cubique) est un problème ouvert sur lequel Stafford travaille. Stafford a également étudié les anneaux d'opérateurs différentiels, par exemple les algèbres de Weyl et les algèbres de Cherednik.
En 1980, Stafford reçoit le prix Whitehead, décerné par la London Mathematical Society. En 2002, il est conférencier invité au Congrès international des mathématiciens à Pékin avec un exposé intitulé Noncommutative Projective Geometry.
En 2007, il reçoit le Wolfson Merit Research Award de la Royal Society. Il est membre de l'American Mathematical Society depuis 2013.
Il est rédacteur en chef du Journal of Algebra à partir de 1988, membre du comité de rédaction de Contemporary Mathematics de 1993 à 1996 et membre du comité de rédaction de la London Mathematical Society de 1987 à 1998.
Parmi ses étudiants en thèse figure Daniel Rogalski.

## Publications choisies
- avec Thierry Levasseur, Rings of differential operators on classical rings of invariants, American Mathematical Society, coll. « Memoirs of the American Mathematical Society » (no 412), 1989, 117 p. (ISBN 978-1-4704-0835-0, DOI 10.1090/memo/0412)
- avec Michael Artin, « Noncommutative graded domains with quadratic growth », Inventiones Mathematicae, vol. 122,‎ 1995, p. 231-276 (DOI 10.1007/BF01231444, lire en ligne)
- avec Michael Artin, « Semiprime graded algebras of dimension 2 », Journal of Algebra, vol. 227,‎ 2000, p. 68-123 (DOI 10.1006/jabr.1999.8226)
- avec Michel Van den Bergh, « Noncommutative curves and noncommutative surfaces », Bulletin of the American Mathematical Society, vol. 38,‎ 2001, p. 171-216 (DOI 10.1090/S0273-0979-01-00894-1, lire en ligne)
- avec Daniel Rogalski, « Naive Noncommutative blowups at zero dimensional schemes », Journal of Algebra, vol. 318,‎ 2007, p. 794-833 (DOI 10.1016/j.jalgebra.2007.02.017)
- avec Michel Van den Bergh, « Noncommutative resolutions and rational singularities », Michigan Math. J., vol. 57,‎ 2008, p. 659-674 (DOI 10.1307/mmj/1220879430, arXiv 0612032)